# Archibald Reiss

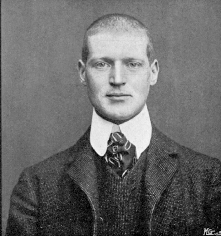
Rudolf Archibald Reiss

Rudolf Archibald Reiss (auch Rodolphe Archibald Reiss; serbisch Родолф Арчибалд Рајс Rodolf Arčibald Rajs; * 8. Juli 1875 auf Gut Hechtsberg, Gemeinde Sulzbach, Großherzogtum Baden, Deutsches Reich; † 7. August 1929 in Belgrad, Königreich Jugoslawien) war ein deutsch-schweizerischer Kriminalistik-Pionier, Hochschullehrer und Publizist.

## Leben
Archibald Reiss wuchs in einer Winzerfamilie auf. Er war das achte (?) von zehn (?) Kindern des Landbesitzers und badischen Ministers Ferdinand Reiss (1837–1905) und der Pauline Sabine Anna Gabriele, geb. Freiin Seutter von Lötzen (1844–1908). Nach Abschluss des Gymnasiums zog er 1893 zum Studium in die Schweiz. 1898 promovierte er an der Universität Lausanne in Naturwissenschaften. Er war Fotografie-Experte und gründete 1898 das Journal suisse des photographes. 1901 wurde er in Lausanne eingebürgert. Von 1899 bis 1906 war er fotografischer Leiter, von 1902 bis 1906 Lehrbeauftragter und von 1906 bis 1919 außerordentlicher Professor für Polizeifotografie zu Fahndungszwecken an der Universität Lausanne. Das von ihm 1909 begründete Institut de police scientifique der Universität Lausanne leitete er bis 1919. Nachfolger wurde sein Schüler Marc-Alexis Bischoff. Die Veröffentlichung des ersten Bandes seines (nie vervollständigten) Manuel de police scientifique im Jahr 1911 brachten Reiss weithin Anerkennung sowie Aufträge aus Sankt Petersburg, São Paulo und New York.
Auf Einladung der serbischen Regierung untersuchte und dokumentierte er 1915 österreich-ungarische Kriegsverbrechen in Serbien während des Ersten Weltkriegs und publizierte die Berichte in europäischen Zeitungen. Von besonderer Bedeutung war dabei das Auffinden von Propagandapostkarten der österreichisch-ungarischen Wehrmacht, auf denen auch Hinrichtungen von serbischen Zivilisten zu sehen sind. Als Serbien 1915 überrannt wurde, trat er der serbischen Armee bei, begleitete sie während ihres Rückzuges durch Albanien und kehrte mit ihr zurück, als sie in den letzten Kriegstagen Belgrad befreite. Er wurde als großer Freund Serbiens und des serbischen Volkes bekannt und wohnte fortan in Serbien. Als Mitglied der jugoslawischen Delegation nahm er an der Pariser Friedenskonferenz 1919 teil.
Nach dem Krieg versuchte er die Belgrader Polizei zu modernisieren. Er schien dabei aber zusehends desillusioniert und zog sich aus dem öffentlichen Leben zurück, blieb aber bis zu seinem Tod in seiner Villa Dobro Polje in Savski Venac in Belgrad wohnhaft. 1926 erhielt er die Ehrenbürgerschaft von Krupanj. Reiss blieb ledig. Als Vermächtnis an das serbische Volk hinterließ er ein am 1. Juni 1928 fertiggestelltes Manuskript Ecoutez, Serbes! mit warnendem Charakter, das 2004 in großer Stückzahl gedruckt und gratis verteilt wurde.
Nach seinem Tod wurde sein Leichnam auf dem Friedhof von Topčider in Belgrad bestattet. Im angrenzenden Park befindet sich auch ein ihm zu Ehren errichtetes Denkmal. Sein Herz hingegen wurde auf seinen Wunsch hin in einer Urne auf dem Gipfel des Bergs Kajmakčalan an der damaligen serbisch-griechischen Grenze beigesetzt. Die Urne wurde jedoch bereits während des Zweiten Weltkriegs von bulgarischen Soldaten zerstört. In mehreren Städten Serbiens, insbesondere in der Vojvodina, wurden Straßen und Grundschulen sowie militärische Gebäude nach ihm benannt. Seit 2010 finden jährlich in Belgrad die Archibald-Reiss-Tage (Dani Arčibalda Rajsa), organisiert von der serbischen Akademie für Kriminalistik und Polizeistudien, statt.
Im Jahr 2018 wurden rund 15'000 seiner Fotografien von der Universität Lausanne restauriert, archiviert und digitalisiert. Über 13'000 sind für die Öffentlichkeit virtuell zugänglich.

## Werke
- La photographie judiciaire, Charles Mendel, Paris 1903.
- Manuel de police scientifique (technique). Préface de Louis Lépine. Payot, Lausanne 1911.
- Report upon the atrocities committed by the Austro-Hungarian army during the first invasion of Serbia. Simpkin, Marshall, Hamilton, Kent & Co. Ltd., London 1916.
- Les infractions aux règles et lois de la guerre. Payot, Lausanne 1918.
- Poslednje pismo Srbima: Čujte Srbi! Zlaja, Belgrad 2005, ISBN 86-84737-35-0.